# Metastenasellus tarrissei
Metastenasellus tarrissei är en kräftdjursart som beskrevs av Guy Magniez1979. Metastenasellus tarrissei ingår i släktet Metastenasellus och familjen Stenasellidae. Inga underarter finns listade i Catalogue of Life.